# Adrian Madaschi
Adrian Anthony Madaschi (ur. 11 lipca 1982 w Perth) – australijski piłkarz występujący na pozycji obrońcy. Zawodnik bez klubu.

## Kariera klubowa
Madaschi jako junior grał w australijskich zespołach Balcatta SC, Bayswater FC oraz Perth SC, a także we włoskiej Atalancie BC. W 2000 roku został włączony do jej pierwszej drużyny, grającej w Serie B. W tym samym roku awansował z nią do Serie A. Z Atalanty, w której barwach nie rozegrał żadnego spotkania, był wypożyczany do AC Monza oraz AC Pistoiese (oba Serie C1).
W 2003 roku Madaschi odszedł do szkockiego Partick Thistle ze Scottish Premier League. W tych rozgrywkach zadebiutował 25 października 2003 roku w przegranym 1:4 pojedynku z Hears. W 2004 roku spadł z zespołem do First Division. W 2005 roku przeszedł do innego zespołu tej ligi, Dundee F.C. Spędził tam pół roku.
Na początku 2006 roku Madaschi wrócił do Włoch, gdzie został graczem trzecioligowego US Grosseto. Po pół roku przeniósł się do czwartoligowego Calcio Portogruaro-Summaga. W 2008 roku awansował z nim do Serie C1, a w 2010 do Serie B. W 2011 roku odszedł z klubu.

## Kariera reprezentacyjna
W reprezentacji Australii Madaschi zadebiutował 29 maja 2004 roku w wygranym 1:0 meczu Pucharu Narodów Oceanii z Nową Zelandią. 2 czerwca 2004 roku w wygranym 6:1 pojedynku Pucharu Narodów Oceanii z Fidżi strzelił dwa gole, które były jego pierwszymi w drużynie narodowej. Na tamtym turnieju, wygranym przez Australię, zagrał łącznie w 4 pojedynkach.
W tym samym roku Madaschi znalazł się w zespole na Letnie Igrzyska Olimpijskie, które Australia zakończyła na ćwierćfinale.